# Nyctonympha carioca
Nyctonympha carioca är en skalbaggsart som beskrevs av Maria Helena M. Galileo och Martins 2001. Nyctonympha carioca ingår i släktet Nyctonympha och familjen långhorningar. Inga underarter finns listade i Catalogue of Life.